# Mimapriona chassoti
Mimapriona chassoti – gatunek chrząszcza z rodziny kózkowatych i podrodziny zgrzypikowych. Jedyny przedstawiciel rodzaju Mimapriona.

## Zasięg występowania
Azja Południowo-Wschodnia, występuje w Tajlandii.